# اندیس مرمر فنجان
مرمر فنجان یک اندیس مصالح ساختمانی است که در  استان فارس قرار دارد و مادهٔ معدنی موجود در آن، مرمریت است.